# Козлов, Павел Николаевич
Павел Николаевич Козлов (10 сентября 1938, Свердловск, РСФСР, СССР) — советский хоккеист, тренер. Мастер спорта СССР.

## Биография
Родился 10 сентября 1938 года в Свердловске. В возрасте пятнадцати лет поступил в ДЮСШ «Динамо» в Свердловске.
В сезоне 1956/57 принял участие, в составе свердловского «Спартака», в молодёжном первенстве СССР по хоккею. На турнире получил приз лучшему защитнику.
В 1963 году стал победителем первенства Вооруженных сил СССР в составе команды Уральского военного округа (УрВО). Получил приз лучшего защитника турнира.
Играл за «Динамо» (Свердловск) — 1954/55, затем «Спартак» (Свердловск) — 1956-1963. В сезоне 1958/59 играл также за «Металлург» (Серов), 1962/63 — «Звезда» (Чебаркуль), сезон 1963/64 начал в СКА (Калинин).
С сезона 1963/64 по 1973 год играл за СКА (Ленинград). В 1971 году стал бронзовым призёром чемпионата СССР. Провёл свыше 440 матчей и забросил 45 шайб.
Много лет подряд был капитаном СКА.
Окончил ГДОИФК им. П. Ф. Лесгафта.
Работал тренером в СКА (Ленинград) — 1974-78, 1980-82, ВИФК (Ленинград) — 1979/80 (начальник). Старшим тренером в молодёжной команде СКА — 1973/74, СКА (юниоры) — 1984/85, «Звезда» (Оленегорск/Ленинград) — 1985-88, «Горняк» (Оленегорск) — 1990-1994, 1995/96.
В конце 1990-х годов работал директором стадиона «Спартак» в Удельном парке Санкт-Петербурга.
Включен в символические сборные Ленинграда и Свердловска за 1947-1974 годы.
Штандарт с именем Козлова (№ 6) поднят в Галерею славы СКА под сводами Ледового дворца.

## Достижения
- Бронзовый призёр чемпионата СССР — 1971
- Финалист Кубка СССР — 1968, 1971
- Обладатель Кубка Шпенглера (2) — 1970, 1971[8]
- Победитель чемпионата Дружественных армий СКДА (Бухарест, Румыния) (в составе сборной Вооруженных сил СССР) — 1970[9]
- Серебряный призёр Спартакиады народов РСФСР (Новосибирск) (в составе сборной Ленинграда) — 1970[9]
- Обладатель Кубка Бухареста — 1968[10]
- Финалист международного турнира на призы газеты «Советский спорт» — 1971[11]
- Победитель первенств Вооруженных сил СССР (2) — 1963[4], 1967[12]